# Pär Strömberg
Pär Strömberg, född 25 december 1972 i Örebro, är en svensk konstnär och vinskribent bosatt i Sollentuna.

## Konst
Pär Strömberg är en svensk målare som har studerat konst vid Kävesta folkhögskola (1993-1994) och Örebro konstskola (1994-1996) innan han flyttade till Amsterdam och gjorde sin högskoleutbildning vid Rietveld Akademie i Amsterdam och avslutande på Kungliga Konsthögskolan i Stockholm (2011-2013). Han har fyra gånger nominerats till Hollands Kungliga måleri pris, The Royal Dutch Painting Prize (2004-2007) och är vinnare av måleripriset Wim Izaks Painting Prize år 2002. Pär Strömberg har även tillbringat en tid som gästkonstnär i Los Angeles vid Raid Projects (2004). Han har jobbat som lärare i måleri på Örebro Konstskola. Han finns representerad på flera museer och i offentliga miljöer bland annat Museum Het Domein Sittard (NL), Caldic Collectie Rotterdam (NL), Museum Voorlinden (NL), Akzo Nobel Art Foundation Amsterdam (NL), Peter Drake Collection (NL), Hugo & Carla Brown Collection (NL) and Örebro Läns Museum (S). Hans verk har ställts ut i ett 30-tal separatutställningar och ett 60-tal grupputställningar världen över.

## Vin
Som vinskribent är Pär Strömberg främst delägare, chefredaktör och skribent för Sveriges digitala vinmagasin Wine Table och skribent för Svenska Dagbladet & Perfect Guide. Han skriver också regelbundet för Nöjesguiden, Bästa Drycker, vinmagasinet Törst och var skribent för Wine & Friends innan den lades ned 2020.